# Velika planina
Die Velika planina, deutsch Großalm, ist ein Berggebiet am Südrand der Steiner Alpen in Slowenien. Sie ist ein touristisches Zentrum. Eine Ortschaft der Gemeinde Kamnik heißt ebenfalls Velika planina.

## Lage und Landschaft

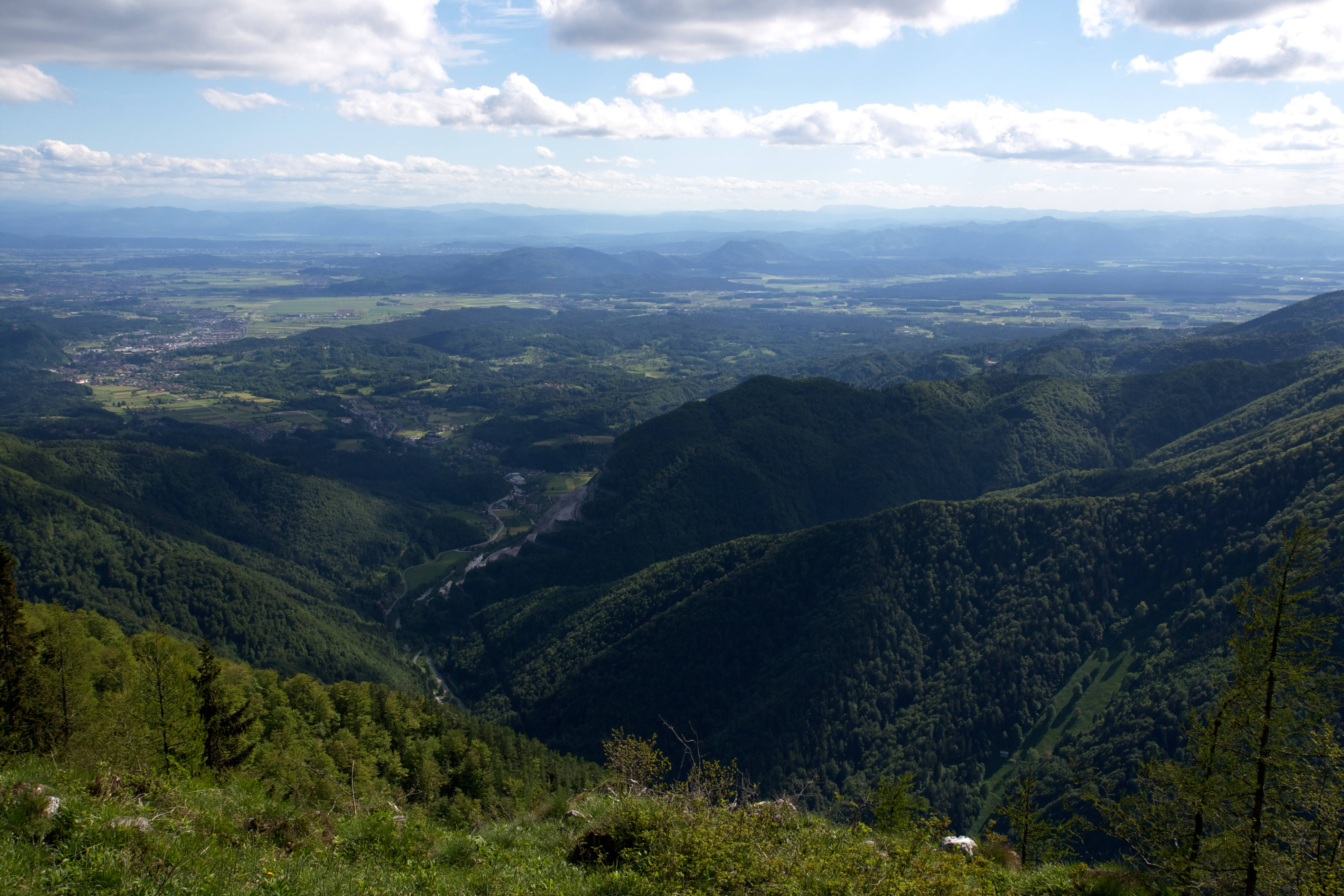
Blick von der Alm ins Laibacher Becken

Die Velika planina liegt etwa 30 Kilometer nördlich von Ljubljana (Laibach) am Nordrand des Laibacher Beckens (Ljubljanska kotlina), oberhalb von Kamnik (Stein in Krain), und 10 Kilometer südwestlich von Luče (Leutsch) an der obersten Savinja (Sann).
Ihre Westgrenze bildet die Kamniška Bistrica. Die Südgrenze ist das Tal der Črna, wo die niedrigen Hügel von Gozd (Vover 940 m) gegen das Laibacher Becken liegen. Östlich verbindet der Volovljek-Pass (1029 m. i. J.) zwischen Volovljek-Bach und Brločnica, der über die Lučnica der Savinja zufließt, mit den Bergen des Veliki Rocatec (1557 m, Sanntaler Hügelland). Nordöstlich trennt die Lučka Bela, ein weiterer Lučnica-Quellfluss, vom Hochplateau Dleskovška planota. Nördlich geht die Velika planina in den östlichen Hauptkamm der Steiner Alpen mit Planjava (2396 m) und Ojstrica (2350 m) über.
Die höchste Erhebung des Kammes ist der Gradišče (Njivica 1667 m. i. J.), rechnet man im weiteren Sinne das Dol (Sattel 1321 m. i. J.) nördlich noch dazu, der Rzenik (1833 m. i. J.), mit dem Sattel Presedljaj (1614 m. i. J.) als Nordgrenze des Gebietes.
Die eigentliche Almregion bildet eine eigenständige Ortschaft (naselje) Velika Planina von Kamnik, der Südostteil die Ortschaft Žaga, die Planina Dol gehört zu Kamniška Bistrica, die Südflanke zu Stahovica, Črna pri Kamniku, Potok v Črni, Podstudenec und Krivčevo, und die Ostabdachung zu Podvolovljek, einer Ortschaft von Luče.

## Geschichte, Kultur und Wirtschaft

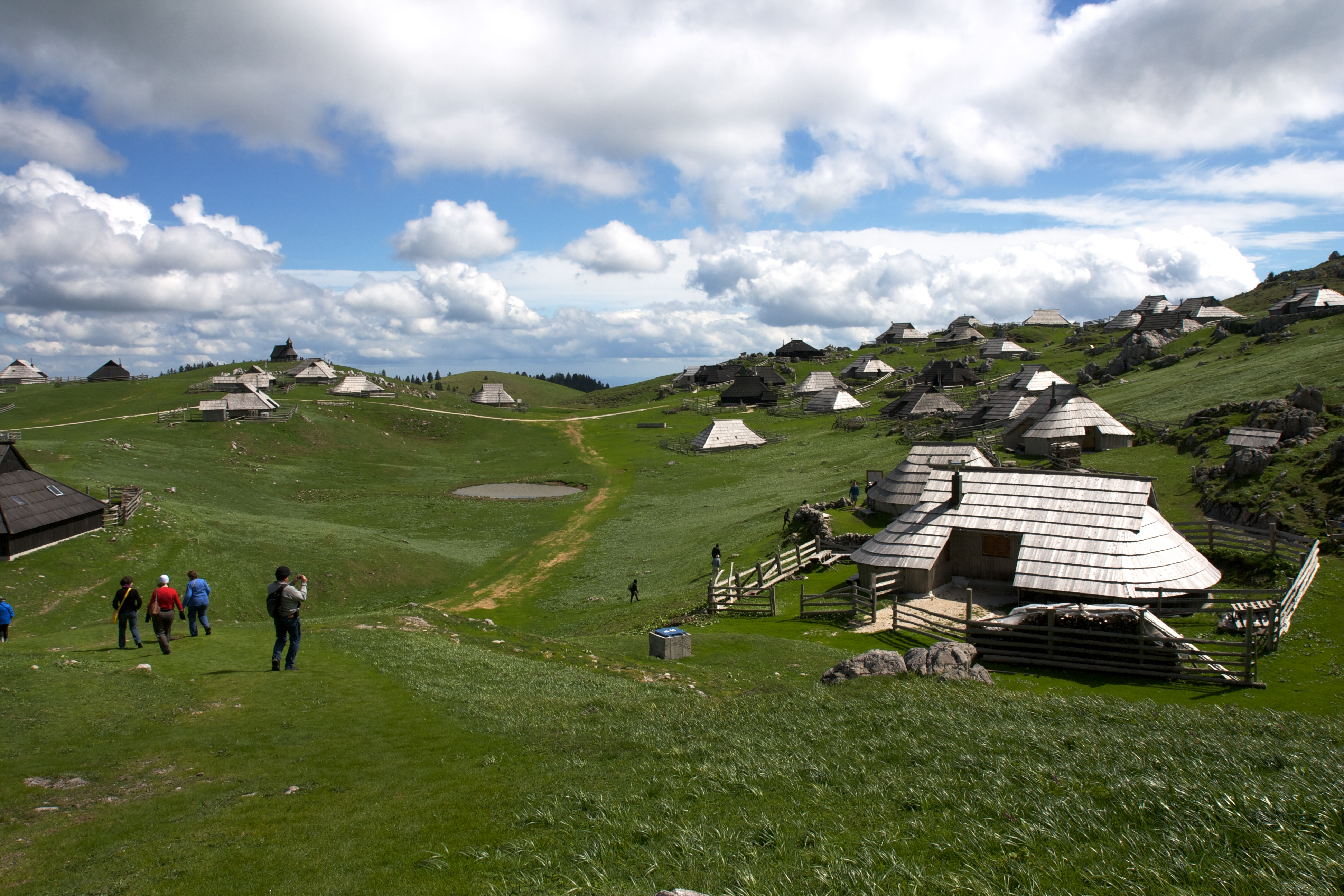
Die Hütten und hinten die Kapelle

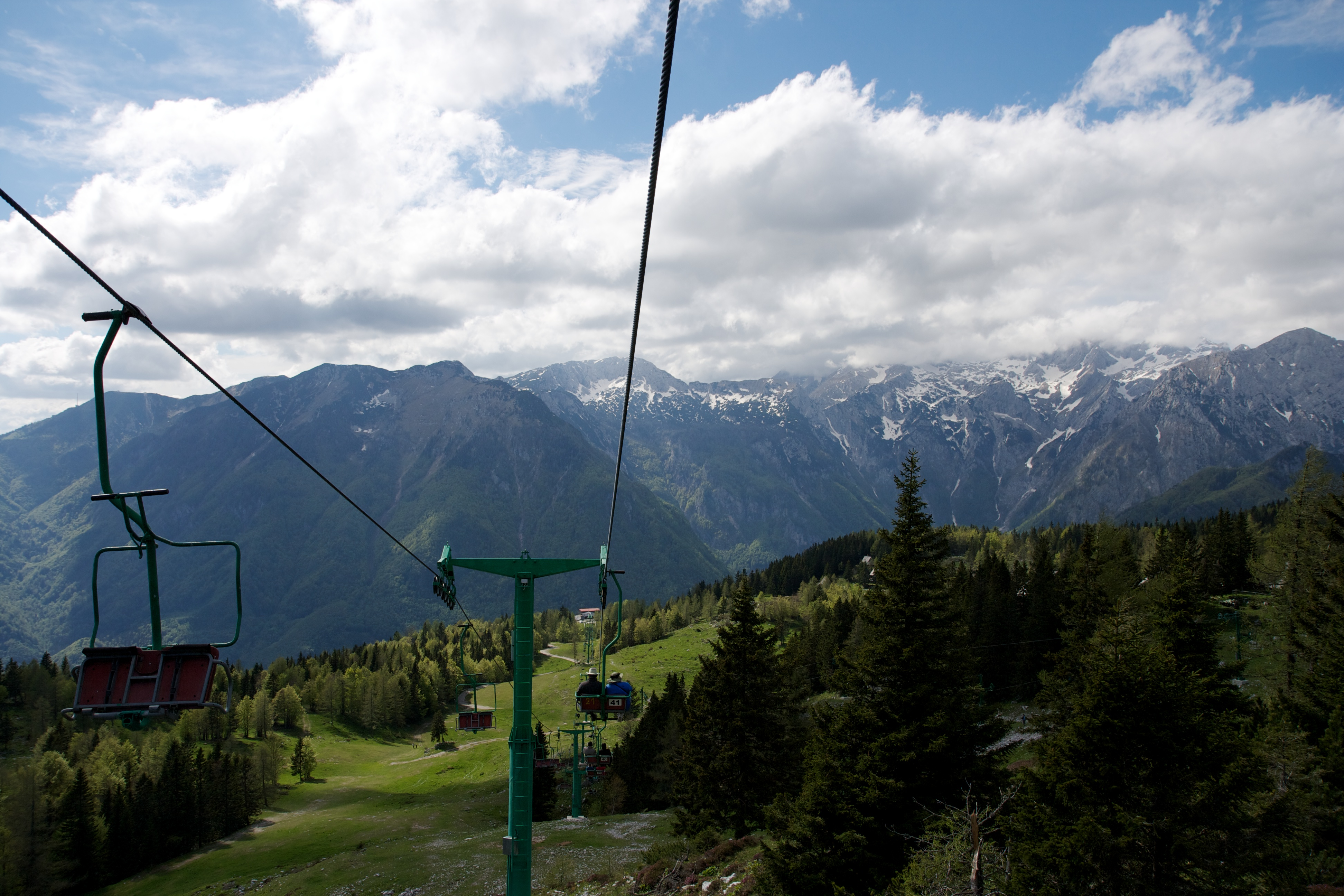
Die Velika planina, hinten die Steiner Alpen jenseits der Kamniška Bistrica

Seit prähistorischer Zeit wird die Hochebene in Transhumanz von Hirten als Alm genutzt, traditionell von Juni bis September.
Sehr charakteristisch sind die Preskarjeva bajta genannten Hirtenhütten der Velika planina. Die ältesten stammen aus dem 16. Jahrhundert. Auf ovalem Grundriss erhebt sich ein fensterloses schindelgedecktes einstöckiges Holzhaus mit zentralem Schornstein. Im Mittelteil befindet sich die Küche, in der Käse hergestellt wurde, kreisförmig um die Küche herum sind Buchten für die Kühe. Über der Küche befand sich der Schlafplatz des Hirten. Die Preskarjeva bajta ist also eine Kombination aus Alm-Stallung und Sennerhütte, eine typische südostalpine Schwaige.
Auf der Velika planina wird traditionell der birnenförmige Käse Trnič hergestellt.
Im Jahr 1938 wurde die Kapelle Marija Snežna (Maria Schnee) nach Plänen des Architekten Jože Plečnik erbaut, die mit ihrem ovalen Grundriss den Hirtenhütten formal ähnelt.  
1931 begann die touristische Nutzung der Velika planina in Form des Bajtarstvo. Die Hirtenhütten wurden im Winter vermietet.
Zwischen 1959 und 1964 wurden etwa 60 weitere Hütten abseits der alten Hirtensiedlung gebaut, die der Plečnik-Schüler Vlasto Kopač entworfen hatte.
Im Jahr 1964 wurde die Bergbahn zur Velika planina eröffnet.